# Heinum
Heinum ist ein Ortsteil der Stadt Gronau (Leine) im niedersächsischen Landkreis Hildesheim.

## Geografie
Heinum liegt 3 km ostnordöstlich von Rheden, 2 km östlich von Wallenstedt und 4 km südöstlich von Gronau. Südöstlich liegt Eberholzen, nordöstlich Eitzum. Dem Verkehr dienen die Kreisstraßen K 415 und K 416. Die Heinumer Leine fließt von Heinum in westlicher Richtung.

## Geschichte
Heinum wurde erstmals 1255 in einem Kaufvertrag des Michaelisklosters in Hildesheim als Heynem erwähnt. Heinum wurde 1974 zu einem Ortsteil der Gemeinde Rheden und mit dieser im November 2016 in die Stadt Gronau eingemeindet.

## Politik

### Stadtrat und Bürgermeister
Seit dem 1. November 2016 wird Heinum auf kommunaler Ebene vom Rat der Stadt Gronau (Leine) vertreten.

### Wappen
Der Gemeinde wurde das Kommunalwappen am 19. November 1938 durch den Oberpräsidenten der Provinz Hannover verliehen. Der Landrat aus Alfeld überreichte es am 26. Januar 1939.
| Wappen von Heinum | Blasonierung: „In Gold eine naturfarbene Mehlschwalbe, auf einem grünen Seerosenstengel mit einem nach unten gewandten Blatte daran sitzend.“ |
| Wappen von Heinum | Wappenbegründung: Für unser Bauerntum ist die Schwalbe nicht nur die Bringerin des Frühlings, sondern auch die Beschererin des Glücks schlechthin. Sie genießt deshalb den unbedingten Schutz aller in unsern Dörfern, und ein Schwalbennest zerstören hieße, das Glück aus Haus und Hof vertreiben! So erkor die rein bäuerliche Gemeinde Heinum dieses schöne Wappen mit einer wahrhaft tiefen Sinngebung. |

## Naturdenkmal
Das Quellgebiet der Kreipau liegt etwa 500 m nördlich des Ortes. Das Feuchtgebiet mit der Quelle und Nasswiesenflächen auf kalkreichem Niedermoor wurde 1987 als „Wasserlade Heinum“ zum Naturdenkmal erklärt.

## Persönlichkeiten
Söhne und Töchter des Ortes
- Bernhard von Schubert (1951–2017), Unternehmer